# Trucidocynodon
Trucidocynodon es un género extinto de sinápsidos cinodontos que existieron durante el Triásico Superior en lo que actualmente es Brasil. Trucidocynodon riograndensis es la única especie descrita hasta ahora para el género.
Trucidocynodon riograndensis vivió en lo que ahora es el sur de Brasil hace 220 millones de años. Los fósiles de Trucidocynodon se encontraron en la Formación Santa María en el geoparque de Paleorrota, Agudo. T. riograndensis es similar a Ecteninion lunensis y a Diegocanis, ambos de la Formación Ischigualasto del Triásico superior de Argentina.